# Jumushkuri (Gali)
Jumushkuri (en georgiano: ხუმუშკური) o Rishja (en abjasio: Рышха, romanizado: Ryshja) es una aldea que pertenece a la parcialmente reconocida República de Abjasia, dentro del distrito de Gali, aunque de iure es parte del municipio de Gali de la República Autónoma de Abjasia de Georgia.

## Toponimia
Las autoridades abjasias cambiaron el nombre de la aldea a Marshanijua (en abjasio: Маршанихуа).

## Geografía
Las aldea se administra desde el pueblo de Repo-Etseri.  